# Sierraclava cooperi
Sierraclava cooperi är en skalbaggsart som beskrevs av Johnson 1982. Sierraclava cooperi ingår i släktet Sierraclava och familjen kulbaggar. Inga underarter finns listade i Catalogue of Life.